# Syd-Ubangi
Syd-Ubangi   er en af de 26 Provinser i Demokratiske Republik Congo. Den ligger i den nordvestlige del af landet ved Ubangi-floden.
Provinserne Sud-Ubangi, Équateur, Mongala, Nord-Ubangi, og Tshuapa  er resultatet af opdelingen af  den  tidligere  provins Équateur i 2015. Sud-Ubangi blev dannet af Sud-Ubangi-distriktet og den uafhængigt administrerede by Zongo; Det var meningen at byen Zongo skulle være     hovedstad i den nye provins, men det blev byen Gemena.
I 2020 blev befolkningen anslået til 2.987.100  mennesker.

## Inddeling
Sud-Ubangi er inddelt i fire territorier:
- Budjala
- Gemena
- Kungu
- Libenge